# Фред Брукс
Фредерик Филипс Брукс Млађи (енгл. Frederick Phillips Brooks, Jr.; Дарам, 19. април 1931 — 17. новембар 2022) био је амерички научник који се бавио рачунарством, посебно дизајном софтвера. Био је одоговоран за развој оперативног система OS/360 који је коришћен на IBM-овом рачунару System/360 средином шездесетих година двадесетог века.